# FC Neuchâtel
Der FC Neuchâtel ist ein ehemaliger Fussballverein aus Neuenburg.
Der Klub wurde im Frühling 1895 gegründet und nahm in der Serie A der Schweizer Fussballmeisterschaften 1898/99, 1899/00, 1900/01, 1901/02, 1902/03, 1903/04, 1904/05 teil.
1902/03 nahm der FC Neuchâtel als Gruppensieger der Gruppe West zusammen mit dem FC Zürich und dem späteren Schweizer Meister FC Young Boys an den Finalspielen in Bern teil. Nachdem Young Boys bereits gegen Zürich gewonnen hatte, fand am 13. April 1903 die Begegnung zwischen YB und FC Neuchâtel statt, das YB 5:0 gewann. Da YB sowohl gegen FC Zürich und FC Neuchâtel gewann, waren sie bereits Schweizer Meister, die Begegnung zwischen Zürich und Neuenburg wurde überflüssig und wurde nicht ausgetragen.
1906 fusionierte der FC Neuchâtel mit FC Vignoble zum FC Cantonal Neuchâtel, das seinerseits mit dem FC Xamax 1970 zu Neuchâtel Xamax fusionierte.